# Hydractinia carolinae
Hydractinia carolinae is een hydroïdpoliep uit de familie Hydractiniidae. De poliep komt uit het geslacht Hydractinia. Hydractinia carolinae werd in 1912 voor het eerst wetenschappelijk beschreven door Fraser. 